# CoreAVC
CoreAVC — проприетарный видеокодек для декодирования видеоформата H.264/MPEG-4 AVC (Advanced Video Coding).
Декодер в настоящий момент является одним из самых быстрых программных декодеров. Это позволяет компьютерам с низкой производительностью проигрывать AVC видеоконтент низкого разрешения, а более производительным компьютерам — видео высокой чёткости. CoreAVC также имеет поддержку аппаратного ускорения средствами графических процессоров. Она реализована в двух вариантах: через DXVA для любых графических чипов ATI-AMD или NVIDIA, которые поддерживают этот интерфейс, а также напрямую через CUDA — для чипов NVIDIA. CoreAVC поддерживает все профили H.264, за исключением 4:2:2 и 4:4:4.
Стоимость CoreAVC с необходимыми функциями составляет около 15 $.
CoreAVC включён в качестве составной части CorePlayer Multimedia Framework, а также используется в Joost — системе распространения видео через интернет с использованием peer-to-peer TV технологии.

## DMCA жалоба на CoreAVC-For-Linux
Открытый проект под названием CoreAVC-For-Linux разместил на Google Code патчи загрузчика открытого мультимедийного плеера MPlayer, позволяющие использовать только CoreAVC DirectShow фильтр в условиях свободного ПО. Он не включает в себя сам CoreAVC, а просто позволяет MPlayer использовать его. Этот проект также содержит патчи для использования кодека в MythTV, открытом ПО для Home Theater Personal Computers и медиаплеера xine.
В мае 2008 было принято решение против CoreAVC-For-Linux из-за DMCA жалобы. Имели место спекуляции по поводу этой жалобы, ведь проект, являясь лишь обёрткой, не использовал материалы, защищённые авторским правом, но могла быть использована технология обратной разработки без предварительного разрешения, что было истолковано CoreCodec, Inc. как нарушение DMCA. CoreCodec заявил, что для обратной разработки были причины, и это произошло по ошибке, и извинились перед сообществом. В настоящий момент проект снова онлайн и признан CoreCodec.

## Поддержка различных платформ
В начале 2008 года из-за большого спроса CoreCodec портировала ранее совместимый только с Windows CoreAVC на множество операционных систем и процессорных архитектур, включая даже некоторые графические процессоры. На данный момент поддерживаются Windows, MacOS X и Linux, а также мобильные операционные системы, такие как PalmOS, Symbian, Windows CE и Windows для смартфонов. Linux-версия недоступна для розничной торговли, а только для OEM-производителей. Наряду с новыми операционными системами, поддерживаются также некоторые процессорные архитектуры. CoreAVC (переименован в CorePlayer Архивная копия от 3 июля 2009 на Wayback Machine Desktop/Mobile) запускается не только на 32/64-бит-x86, но и на PowerPC (включая поддержку Altivec), ARM9, ARM11 и MIPS. Что насчёт GPU, то поддерживаются Intel 2700g, ATI Imageon, Marvell Monahan, (ограниченно) Qualcomm QTv, поддержка других графических процессоров заявлена на ближайшее будущее.

## Поддержка GPU NVIDIA
10 февраля 2009 интегрирована и реализована аппаратная поддержка CoreAVC для графических процессоров NVIDIA с использованием технологии CUDA. Стоит отметить, что для аппаратного декодирования H.264/MPEG-4 NVIDIA использует собственную технологию PureVideo.